# Ligatuur (medisch)

Bij een operatie of medische procedure bestaat een ligatuur uit een stuk draad, een hechtdraad, dat rond een anatomische structuur wordt gebonden, meestal een bloedvat of een andere holle structuur, zoals een urinebuis, om deze af te sluiten.
De chirurg sluit het vat tijdelijk met een klem af en bindt het vervolgens dicht met een hechtdraad. Vervolgens kan de klem worden losgelaten. Het verschil met een tourniquet is dat de laatstgenoemde bedoeld is voor een tijdelijke afsluiting, een ligatuur heeft een blijvend karakter.
Het principe van de ligatuur wordt toegeschreven aan Hippocrates en Galenus. Het werd zo'n 1500 jaar later opnieuw door Ambroise Paré in gebruik genomen en het vond zijn moderne gebruik in 1870-1880, populair gemaakt door Jules-Émile Péan.